# Virgen con Niño (Maestro de la Magdalena de Mansi)
Virgen con Niño o Virgen de San Lamberto es una pintura al óleo sobre tabla de la escuela flamenca realizada en el primer tercio del siglo XVI. Se atribuye al Maestro de la Magdalena de Mansi. Sus dimensiones son 68 cm de alto y 52 de ancho con marco y 58 cm de alto y 42 de ancho sin él. Se conserva en el Museo de Zaragoza (España).

## Historia y atribución

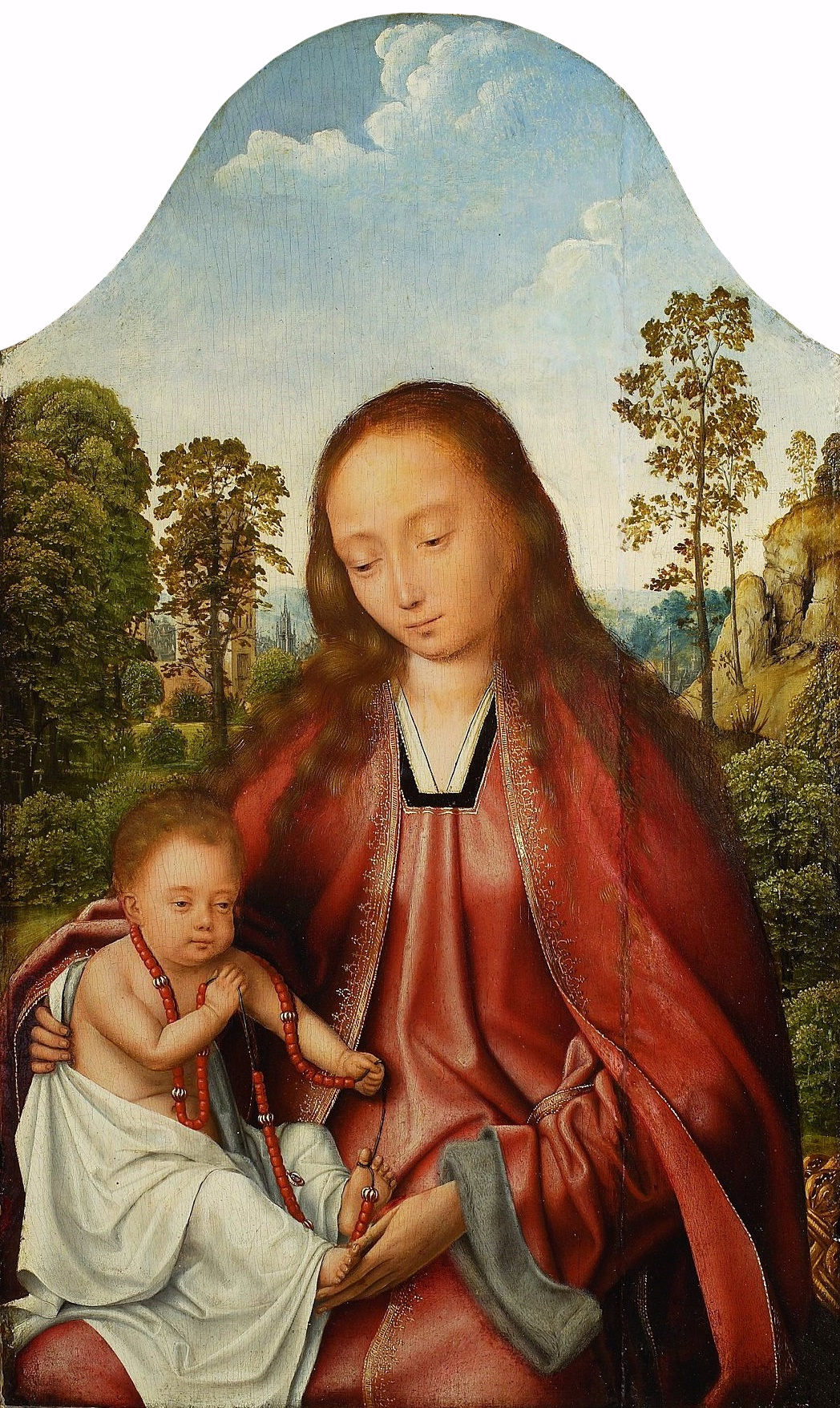
Esta otra Virgen con Niño, que está muy relacionada con la obra del Museo de Zaragoza, se conserva en el Museo Nacional de Varsovia

Este cuadro procedente de Flandes, que probablemente estuviera ya en Aragón en el siglo XVI, estaba en el convento de San Lamberto de Zaragoza cuando, tras las leyes de desamortización de mediados del siglo XIX, la obra pasó a manos de una comisión artística para posteriormente formar parte de las colecciones del Museo de Zaragoza.
Entre 1867 y 2003 estuvo atribuida al artista holandés Lucas de Leyden, aunque esa atribución era bastante común que se asignara en España a obras de autores desconocidos procedentes del norte de Europa. Después de un estudio de Didier Martens, pasó a ser considerada como una obra de un artista del círculo de Quentin Metsys. Su autor habría trabajado en Amberes y su fecha de ejecución se sitúa hacia el año 1520. En la actualidad se atribuye al Maestro de la Magdalena de Mansi, un autor anónimo así llamado por haber pintado una Santa Magdalena que pertenecía a la colección del marqués Giambattista Mansi. 
Por otra parte, también se ha relacionado esta obra con otras dos pinturas de la Virgen: una se encuentra en el Museo Nacional de Varsovia y está atribuida a un discípulo de Quentin Metsys; la otra pertenecía a una colección particular parisina y desde que fue vendida en 1907 no se conoce más que por una fotografía. Esta última se atribuye a un artista de Brujas con gran influencia de Metsys conocido como el Maestro de la Santa Sangre. Las obras presentan algunas similitudes aunque también diferencias. Por ello, se cree que tanto la tabla de la Virgen del convento de San Lamberto como estas dos pinturas relacionadas se inspiran en un original perdido de Quentin Metsys.

## Descripción
La obra tiene en los cuatro lados bordes sin pintar, por lo que se estima que conserva sus dimensiones originales. De ella se ha destacado su gran calidad que muestra a través de una gran precisión en el dibujo, juegos de luces y sombras en el paisaje y un colorido luminoso. La Virgen María porta una vestimenta amplia de color rojo vivo y un velo. Su rostro, sereno, mira hacia su hijo. Mientras, el niño Jesús, que lleva un pájaro en la mano, mira hacia adelante. Al fondo se aprecia un paisaje de características que se asimilan a los de otras pinturas de la escuela flamenca.